# 小谷田勝五郎
小谷田 勝五郎（こやた かつごろう、文化12年10月10日〈1815年11月10日〉- 明治2年12月4日〈1870年1月5日〉）は、幕末、明治時代の農家。平田篤胤の著書『勝五郎再生記聞』の題材となった人物として知られる。
人が生まれ変わるという伝承は世界各地にあるが、小谷田勝五郎の話は、当事者が実在し、生没年や住んでいた場所、墓所などを明確に確認できるという点で、他の生まれ変わり伝承とは一線を画する。

## 経歴
武蔵国多摩郡中野村（現在の東京都八王子市東中野）の農家、小谷田源蔵の息子として生まれる。
1822年（文政5年）のある夜、突然家族に「自分はもとは程久保村（現・日野市程久保）の須崎藤蔵という子どもで、6歳の時に疱瘡で亡くなった」と言い、あの世に行ってから生まれ変わるまでのことを語った。語った話が実際に程久保村で起こった事実であり、村に行かなければ分からない話を知っていたということでその当時大騒ぎとなった。「ほどくぼ小僧」と呼ばれるようになり、話は江戸まで知れわたった。
翌1823年(文政6年)、4月、勝五郎の噂に関心を持った平田篤胤は勝五郎を自分の屋敷に招き、7月に聞き取った内容を『勝五郎再生記聞』という書物にまとめている。1825年(文政8年)には湯島天神の男坂下にあった平田が経営する国学塾「気吹舎」に入門、平田の門人となった。
他にも中野村領主多門伝八郎の調書や因幡国若桜藩藩主池田定常による『児子再生前世話』(勝五郎再生前生話)などの記録がある。
その後は父源蔵の家業である農業、目籠仲買業を引き継ぎ中野村で暮らしたという。1869年(明治2年)、55歳で死去。墓は同郡下柚木村の永林寺にある。

### 没後
没後の1897年(明治30年)、小泉八雲は、随想集『仏の畠の落穂』に「勝五郎の転生」を著し、ロンドンとボストンで刊行した。
明治20年代に勝五郎の妹の常が百草園内に勝五郎の顕彰碑を建立しようとし、碑文の草稿も残っているが碑は存在せず、建碑には至らなかったと思われる。
東京都日野市所在の高幡不動境内には、平成30年に建てられた「藤蔵・勝五郎生まれ変わりゆかりの地記念碑」がある。
また、1994年、彼の生涯を基にしたオリジナル・ビデオ映画『大霊界3 死んだら生まれ変わる』が、丹波哲郎製作総指揮、石原興監督によって制作された。